# Герб Качканарского муниципального округа
Герб Качканарского городского округа — основной опознавательно-правовой знак Качканарского городского округа Свердловской области Российской Федерации (наряду с флагом), составленный и употребляемый в соответствии с правилами геральдики, служащий официальным символом городского округа как муниципального образования, а также символом единства его населения, прав и процесса местного самоуправления.
Действующий герб утверждён 24 января 2001 года решением Качканарской городской Думы № 126 и внесён в Государственный геральдический регистр Российской Федерации 16 апреля 2002 года под номером 927.

## Описание
Геральдическое описание герба Качканарского округа гласит:

В лазоревом поле заполненное зеленью пониженное стропило чёрно-золотого беличьего меха, сопровождённое внизу отвлечённым тонким опрокинутым серебряным стропилом и продетое в кольцо золотого ключа, положенного в столб, бородкой вправо.— Решение Качканарской городской Думы от 24 января 2002 года №126
Впоследствии было решено отказаться от изображения опрокинутого стропила в нижней части щита.
В соответствии с «методическими рекомендациями по разработке и использованию официальных символов муниципальных образований», утверждёнными Геральдическим советом при Президенте РФ, герб Качканарского городского округа может воспроизводиться с золотой башенной короной о пяти зубцах. Согласно Положению о гербе и флаге муниципального образования допускается равнозначное использование герба — как увенчанного статусной короной, так и без неё.

## Символика
Герб Качканарского городского округа языком символов и аллегорий отражает социально-экономические, природные и иные местные особенности:

Лазоревое поле — символ достоинства жителей города и их мирного труда. Зелёная оконечность указывает на горное производство и природные богатства окрестностей. Стропило несёт в себе указание на положение города в Свердловской области и на то, что добыча полезных ископаемых послужила его появлению. Золотой ключ — ключ от недр, а опрокинутое стропило отсылает нас к химическому знаку ванадия.— п. 2.1 Положения о гербе и флаге.

## История

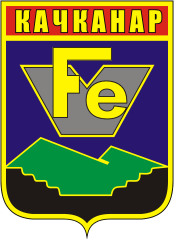
Эмблема в советский период

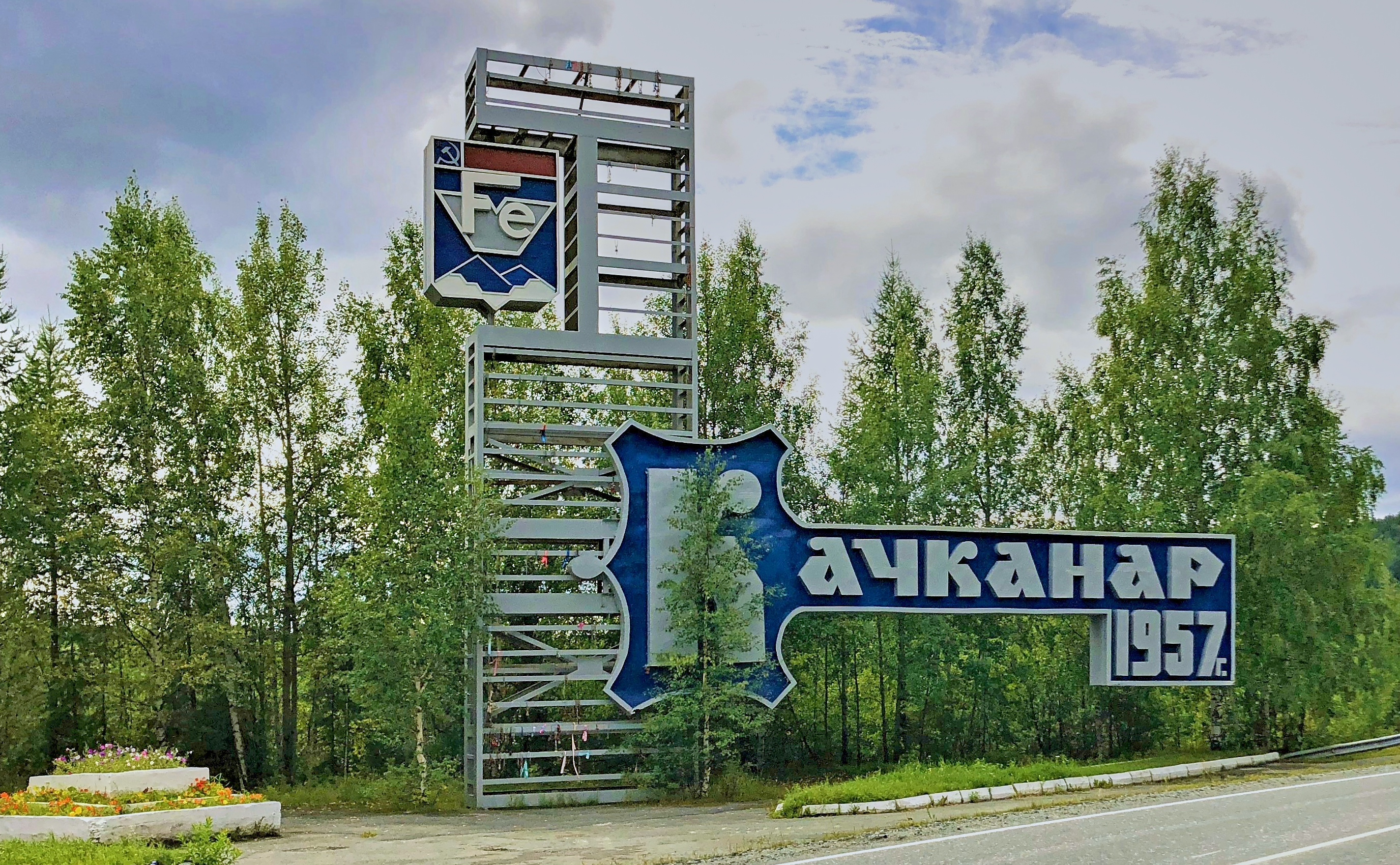
Стела на северном въезде в город

Город Качканар был основан в 1957 году, статус города получил в 1968 году. Однако, населённый пункт и одноимённый район не имели герба до 2000 года. В значении первой эмблемы города рассматривают эскизы использованные на cувенирных значках, выпускавшихся в начале 1980-х годов. Изображение имело следующий вид: ступенчатый склон карьера, горы и химические знаки железа и ванадия, изображённые в виде соответствующих знаков периодической системы химических элементов (Fe, V). Такая эмблема изображена на стеле вместе с символическим ключом от города при въезде со стороны Валериановска.
Существовавшая на тот момент эмблема не соответствовала геральдическим нормам и было принято решение о создании нового изображения. Депутаты выбирали из пяти предложенных гербовых рисунков, остановившись в итоге на самом лаконичном и полном по смыслу варианте.
17 февраля 2000 года решением Качканарской городской думы № 196 был утверждён герб города по проекту А. Смородинцева и О. Кузнецова. Герб имел форму щита, а его поле было разделено на две части вкось линиями образующими силуэт горы — «символа города, дающей начало и название городу. По всему полю щита внутренняя кайма чёрного цвета. На нижнем поле герба (зелёного цвета) помещён знак химического элемента ванадий (чёрного цвета) и дата основания города. На голубом фоне в верхней части герба помещен золотой ключ с названием города». Авторы следующим образом обосновывали символику герба: «Стропило, или подпорка указывает на то, что Урал — опорный край державы. Гора — природный объект, давший начало и название городу. Она окрашена в зелёный цвет, свидетельствующий об изобилии природных недр. Чёрный знак химического элемента ванадия указывает на месторождение его в данной местности. Дата основания города тоже выделена чёрным цветом — цветом, символизирующим о скромности и высоком уровне образования живущих здесь людей. Голубой цвет в верхней части герба говорит о величии и красоте нашего края. Ключ — символ города, символ чистоты и верности своему краю жителей города, так как золото (цвет ключа и названия города) означает богатство, силу, верность и чистоту».

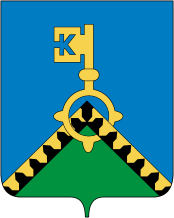
Вариант без короны

Современный герб Качканара утверждён Решением Качканарской городской Думы от 24 января 2002 года № 126 «О символике (гербе и флаге) Муниципального образования город Качканар». Проект был представлен А. Грефенштейном и В. Марковым.
В связи с изменением статуса муниципального образования на «Качканарский городской округ» Решением Думы Качканарского ГО от 16 февраля 2012 года № 9 внесены соответствующие изменения в Положение о гербе и флаге МО город Качканар. Герб может использоваться со стенчатой короной, рекомендуемой Геральдическим советом для городских округов.
Допускается воспроизведение герба в различной технике исполнения и из различных материалов при условии, что воспроизведение герба точно соответствует геральдическому описанию герба города. Допускается одноцветное воспроизведение герба с применением специальной штриховки.